# Rumex vesicarius
Rumex vesicarius är en slideväxtart som beskrevs av Carl von Linné. Rumex vesicarius ingår i släktet skräppor, och familjen slideväxter. Utöver nominatformen finns också underarten R. v. rhodophysa.